# グティ人
グティ人 (グティじん、GutiまたはQuti) は、古代に西アジア、ザグロス山脈周辺（現イラン）にいた遊牧民である。古代メソポタミアのアッカド王朝末期にメソポタミアに侵入した人々とされている。

## 歴史
ザグロス山脈方面からメソポタミアに侵入したと言われているが、グティ人の実態については殆ど何も知られていない。関連があるかもしれない地名として、イラン高原南西部にはグティウム（Gutium、シュメール語：𒄖𒌅𒌝𒆠または𒄖𒋾𒌝𒆠）と呼ばれる地方があり、アッカド王達は度々そこへ遠征している。
後代の伝説では神の怒りに触れたアッカドの王ナラム・シン王に対する神罰としてグティ人が差し向けられたと言う説話や、ナラム・シンとグティ人の戦いを描いたものがある。しかし実際にグティ人の侵入が本格化したのはナラム・シンの次のシャル・カリ・シャッリの治世からである。シュメール王名表に「誰が王で、誰が王でなかったか」と記された時代、彼らはメソポタミアで勢力を伸ばし支配権を得たと考えられている。同王名表ではその支配は125年に及んだという。
紀元前2100年頃、ウルクの王ウトゥ・ヘガルは、対グティ戦争を起こした。エンニギの戦いでグティ王ティリガンが敗れ、グティ人はメソポタミアから駆逐されたという。しかし、近年の研究では実際にはグティ人は単一の政治集団ではなかったし、その勢力範囲は非常に限定的であったと推定されている。ウトゥ・ヘガル王によるグティ人の撃退という歴史的事件も後代の説話にのみ見られるもので、現在までの所同時代史料からその事実を読み取ることはできない。
現代の我々と同じように古代の人々もまた各種の歴史観を持ち、それにそって歴史を記述した。シュメール人やアッカド人達は、アッカド王朝末期の混乱の元凶がグティ人という蛮族の侵入にあると見た。今日、このようなメソポタミアの人々の見方を「蛮族侵入史観」と呼ぶ学者もいる。しかし現在ではアッカド王朝末期の政治混乱はメソポタミア各地の都市の自律的発展による社会変化が強く影響しているとして、グティ人による「混乱」を過大評価すべきでは無いとする見解が次第に一般的になりつつある。

## 蛮族
グティ人の支配した時代はシュメール人やアッカド人によって悪夢の時代として記憶され、グティ人は「山の竜」と忌み嫌われた。ウトゥ・ヘガルによって破られて以降、彼らがどうなったのかは全くわかっていないが、グティ人の名は蛮族を意味する語として長くメソポタミアに残った。

## シュメール王名表に記載されているグティ王の一覧
1. イムタ
2. インキシュシュ
3. サルラガブ
4. シュルメ
5. エルルメシュ
6. イニムバケシュ
7. イゲシャウシュ
8. イアルラガブ
9. イバテ
10. イアルラ
11. クルム
12. アピキン
13. ラエラブム
14. イラルム
15. イブラヌム
16. ハブルム
17. プズル・シン
18. イアルラガンダ
19. ティリガン